# یاووژه (استان اشوی‌داشکسیه)
یاووژه (به لهستانی: Jaworze) یک منطقهٔ مسکونی در لهستان است که در گمینا زاگنانگسک واقع شده‌است. یاووژه ۴۳۸ نفر جمعیت دارد.